# Rorippa dictyosperma
Rorippa dictyosperma är en korsblommig växtart som först beskrevs av William Jackson Hooker, och fick sitt nu gällande namn av L.A. Johnst. Rorippa dictyosperma ingår i släktet fränen, och familjen korsblommiga växter. Inga underarter finns listade i Catalogue of Life.